# Técnicas de avaliação da usabilidade
Existem várias formas de avaliar a usabilidade, em que todas elas dependem da fase do processo de concepção do sistema alvo.
Segundo estudos realizados por Nielsen, no final de uma sessão de testes ao website, a usabilidade do mesmo sobe em 80%. No final de alguns testes, uma grande percentagem da comunidade de utilizadores já conseguirá utilizar e executar eficientemente as tarefas disponibilizadas pelo website.

## Metodologias de avaliação
A avaliação da usabilidade de um sistema pode ser realizada através de várias abordagens. Neste documento vamos cingir-nos à caracterização das seguintes metodologias:

### Focus groups
O focus groups constitui-se como o processo ideal (aparentemente) para se perceber o que é que agrada ou desagrada aos utilizadores.
Segundo um estudo apresentado por Jakob Nielsen, os focus groups estão desfasados três níveis da realidade, dado que:
- Os utilizadores em norma dizem o que acham que o coordenador do teste quer ouvir ou aquilo que é socialmente aceite;
- Os utilizadores dizem aquilo que acham que fizeram (mas a memória é falível);
- Quando os utilizadores dizem o que fizeram já estão a racionalizar o facto e omitem, inadvertidamente, dados.

### Observação
Uma das melhores formas de avaliar a usabilidade de um website é através da observação da interacção entre os utilizadores reais e o website. A observação deverá ser efetuada por um moderador que deve, paralelamente, acompanhar a execução das tarefas. Este é um método barato, simples e bastante realista.
Em síntese, o contacto com o utilizador inexperiente facilita a percepção das dificuldades de navegação. As melhorias e os arranjos do esquema de navegação dependem (devem depender) do modo como o utilizador comum usa o sistema. O contacto com utilizadores “reais” através de testes de interacção, conversas, questionários, registo de acessos é imprescindível. Desta interacção, deste feedback podem advir elementos que possibilitem a transformação num sistema realmente amigável.
Dentro do contexto e tendo em conta a maioria do universo do público-alvo, também se deve ter em atenção outros aspectos, como o estudo recentemente desenvolvido pela equipa de Jakob Nielsen,  no qual se chegou à conclusão de que ao contrário do que muitos pensam, os jovens não são génios capazes de decifrar todos os desafios que a Internet lhes coloca.
Este considera que o fraco desempenho dos jovens é causado por três factores: dificuldades de leitura e compreensão, ausência de técnicas de pesquisa e à pouquíssima paciência.
EM EDIÇÃO (14-12-2006)